# Сервантес, Фернандо
Фернандо Сервантес (исп. Fernando Cervantes) — мексиканский историк и писатель; преподаватель истории в Бристольском университете.
Прямой потомок одного из конкистадоров. Мирянин-доминиканец.

## Книги
- The Devil in the New World: The Impact of Diabolism in New Spain (Yale University Press, 1994)[5]
- Spiritual Encounters: Interactions between Christianity and Native Religions (1999)[6]
- The Hispanic World in the Historical Imagination (2005)
- The Inquisition (2006)[7]
- Angels, Demons and the New World (Cambridge University Press, 2013)[8]
- Conquistadores: A New History of Spanish Discovery and Conquest (Allen Lane/Penguin 2020 |  Viking, 2021)[9] — превосходной, и исторической книгой 2020 года по версии TLS назвал ее Дэвид Абулафия[10]
- Переводы 
  - французский Les Conquistadors 2022
  - русский

Сервантес Фернандо. Конкистадоры. Новая история открытия и завоевания Америки / Пер. с англ. А. А. Свистунова. — М.: Альпина нон-фикшн, 2024. — С. 482. — ISBN 978-5-00139-918-6.